# 健美乡
健美乡，是中华人民共和国四川省凉山彝族自治州冕宁县下辖的一个乡镇级行政单位。

## 行政区划
健美乡下辖以下地区：
洛居村、西河村、顺城村和华坪村。